# Trickster (musicien)
 (juin 2024).
La mise en forme du texte ne suit pas les recommandations de Wikipédia : il faut le « wikifier ».
Les points d'amélioration suivants sont les cas les plus fréquents :
- Les titres sont pré-formatés par le logiciel. Ils ne sont ni en capitales, ni en gras.
- Le texte ne doit pas être écrit en capitales (les noms de famille non plus), ni en gras, ni en italique, ni en « petit »…
- Le gras n'est utilisé que pour surligner le titre de l'article dans l'introduction, une seule fois.
- L'italique est rarement utilisé : mots en langue étrangère, titres d'œuvres, noms de bateaux, etc.
- Les citations ne sont pas en italique mais en corps de texte normal. Elles sont entourées par des guillemets français : « et ».
- Les listes à puces sont à éviter, des paragraphes rédigés étant largement préférés. Les tableaux sont à réserver à la présentation de données structurées (résultats, etc.).
- Les appels de note de bas de page (petits chiffres en exposant, introduits par l'outil «  Source ») sont à placer entre la fin de phrase et le point final[comme ça].
- Les liens internes (vers d'autres articles de Wikipédia) sont à choisir avec parcimonie. Créez des liens vers des articles approfondissant le sujet. Les termes génériques sans rapport avec le sujet sont à éviter, ainsi que les répétitions de liens vers un même terme.
- Les liens externes sont à placer uniquement dans une section « Liens externes », à la fin de l'article. Ces liens sont à choisir avec parcimonie suivant les règles définies. Si un lien sert de source à l'article, son insertion dans le texte est à faire par les notes de bas de page.
- La présentation des références doit suivre les conventions bibliographiques. Il est recommandé d'utiliser les modèles {{Ouvrage}}, {{Chapitre}}, {{Article}}, {{Lien web}} et/ou {{Bibliographie}}. Le mode d'édition visuel peut mettre en forme automatiquement les références.
- Insérer une infobox (cadre d'informations à droite) n'est pas obligatoire pour parachever la mise en page.

Pour une aide détaillée, merci de consulter Aide:Wikification.
Si vous pensez que ces points ont été résolus, vous pouvez retirer ce bandeau et améliorer la mise en forme d'un autre article.
Pour les articles homonymes, voir Trickster.
Trickster (vrai nom : Juergen Pichler) est un musicien autrichien résidant au Royaume-Uni, connu pour son style musical éclectique.

## Carrière musicale
Le chanteur Trickster a fait ses débuts en novembre 2022 avec le single Thank Fuck It's Christmas. Aux côtés du Royal Philharmonic Orchestra, il a interprété une chanson non adaptée à tous les publics contenant des injures et reflétant les tensions et le stress de cette année-là. Les paroles ont été écrites par Guy Chambers (auteur-compositeur et producteur de Robbie Williams), en collaboration avec l'humoriste Steve Furst et Trickster,,. Baptisée "la seule chanson de Noël qui aurait pu venir de 2022", ses paroles dénoncent des facteurs problématiques de cette année-là, comme les activités du gouvernement britannique, la crise du coût de la vie, la pandémie et les ultra-riches qui cherchent à partir sur Mars.
Une version sobre intitulée Praise Be It's Christmas a également été publiée et ses deux clips sont devenues viraux, avec plusieurs millions de vues sur YouTube. Un de ces clips a été réalisé par Phil Griffin (connu pour son travail avec Amy Winehouse, Diana Ross, Paul McCartney) et l'autre, filmé dans les Alpes suisses, a été réalisé par Norbert Blecha (Requiem für Dominik, Wolfsliebe).
Les fonds récoltés grâce aux deux chansons ont été reversés par Trickster à des associations caritatives œuvrant pour la protection de l'enfance et la lutte contre la faim dans le monde,. Sous la devise « le vrai changement n'est pas une blague », Trickster et son équipe ont distribué des produits alimentaires à plusieurs banques alimentaires au Royaume-Uni (la banque alimentaire du sud-ouest de Belfast, située dans l'une des zones les plus défavorisées, a reçu un coup de pouce important grâce à cette campagne). Le chanteur a expliqué l'attention particulière portée à des détails tels que la valeur nutritionnelle des aliments par ses propres expériences d'enfance en matière d'insécurité nutritionnelle adéquate.
Dans ces clips, la véritable identité de Trickster était dissimulée par une animation, suscitant des spéculations sur qui il pouvait être. Certains se demandant s'il s'agissait du co-auteur des paroles, Steve Furst, ou d'une personnalité populaire avec laquelle Guy Chambers avait déjà travaillé, ou encore d'une ex-célébrité oubliée voulant revenir sur le devant de la scène.
En Mai 2023, Trickster a sorti le single Still Kicking, inspirée par un accident de voiture auquel il a survécu en 2017 dans le sud de la France, dont la musicalité est décrite comme s'inspirant du rock alternatif de la fin des années 90, de l'Americana et des paysages sonores cinématographiques. Le morceau a été produit par Guy Chambers, Richard Flack et Trickster. Le clip met en scène le chanteur sans aucune animation et, en plus de l'histoire de la chanson, des informations supplémentaires sont apparues dans la presse, indiquant qu'il s'agit d'un autrichien résidant au Royaume-Uni.
En novembre 2023, Trickster sort "Silent Night" et "Santa Claus Is Coming To Town", un mash-up des deux classiques de Noël avec le groupe The Swingles. À cette occasion, les médias ont également mentionné le vrai nom de ce chanteur, Juergen Pichler (propriétaire du nom de marque Trickster). Il était déjà connu comme producteur de musique (comme le groupe musical autrichien Hunger), et comme auteur-compositeur (Olé Hola de Patrick Lindner). Il a également soutenu des initiatives caritatives, comme « Arrêtez la mafia des chiots » en Autriche.
Le 23 avril 2024 (fête de Saint-Georges), Trickster a lancé sa version de l'hymne national britannique God Save the King, enregistrée avec le Royal Philharmonic Orchestra aux Studios Abbey Road. Il a mentionné qu'il souhaitait créer cette version pour exprimer son affection pour le Royaume-Uni. Le morceau a été le premier enregistré pour le roi Charles par un étranger. En phase de production, à son retour du Portugal en tant que copilote d'un hélicoptère, il a dû effectuer un atterrissage d'urgence dans une ferme du nord-ouest de l'Espagne, en raison de difficultés techniques.
En mai 2024, Trickster a annoncé à Cannes le projet d'un film d'aventure-thriller intitulé « Travel Agents » (producteur : Norbert Blecha), vaguement basé sur l'histoire de sa vie, avec un budget de 85 millions £. Il agira en tant que producteur exécutif et jouera lui-même dans le film. Trickster collaborera également avec Guy Chambers pour créer la bande originale du film. Initialement, un rôle majeur dans le film était confié à Gérard Depardieu, ce qui aurait signifié son retour après une pause de trois ans (déterminée par son arrestation à la suite d'accusations d'agression sexuelle). Cependant, compte tenu de la polémique bientôt suscitée par ce casting, les producteurs sont revenus sur leur décision et ont retiré ce choix.

## Discographie
- Thank Fuck It's Christmas (single, 2022)
- Still Kicking (single, 2023)
- "Silent Night" vs "Santa Claus Is Coming To Town" (single, 2023)
- Be Careful What You Wish For (single, 2024)
- God Save the King (single, 2024)